# 佐竹義村
佐竹 義村（さたけ よしむら、宝永3年5月21日（1706年7月1日） - 明和5年2月16日（1768年4月3日））は、佐竹氏一門の佐竹西家12代当主。久保田藩大館第6代所預。
父は小場處慶。養父は西家佐竹義方。正室は石塚義敬の娘。子は佐竹義休。幼名は元千代。通称は石見、大和。

## 経歴
宝永3年（1706年）、久保田藩士小場處慶の長男として生まれる。宝永7年（1710年）、西家佐竹義方の遺跡を相続。正徳3年（1714年）、藩主佐竹義格大館巡見。正徳5年（1715年）、常陸の小場城の跡地に家臣を派遣して、先祖の事跡を調査させる。享保9年（1724年）、藩主佐竹義峯帰国許可の御礼使者として江戸に出府する。延享3年（1746年）、幕府巡見使が大館を訪れ、その供応を務める。宝暦3年（1753年）、藩主佐竹義明家督相続の御礼言上の際に、将軍徳川家重に拝謁する。宝暦7年（1757年）、藩内で銀札発行派と反対派の対立による騒動が起こると、藩主義明に事態の究明を命じられ、銀札発行派の家老山方助八郎等を藩内に騒動を謀ったとして処断する。騒動解決後500石の加増を受けた。明和5年（1768年）死去。享年63。